# Monika Ehling-Schulz
Monika Ehling-Schulz (* 23. Januar 1968 in München als Monika Ehling) ist eine deutsche Mikrobiologin, Biotechnologin, Agrarwissenschaftlerin und Philosophin. Seit 2008 ist sie Professorin. 2013 übernahm sie die Leitung des Instituts für Bakteriologie, Mykologie und Hygiene der Vetmeduni Vienna, das 2014 neu strukturiert und in Institut für Mikrobiologie umbenannt worden ist.

## Leben
Ehling-Schulz wurde in München geboren, wo sie auch ihre Schulausbildung absolvierte. Nach dem Abitur studierte sie zunächst ein Jahr lang Chemie an der Ludwig-Maximilians-Universität München (LMU), ab 1988 dann Agrar- und Gartenbauwissenschaften am Wissenschaftszentrum Weihenstephan für Ernährung, Landnutzung und Umwelt der Technischen Universität München (WZW). Nach dem Studienabschluss als Diplomingenieur (Dipl.-Ing. agr.) 1994 folgte bis 1996 ein postgraduales Studium in Biotechnologie an der Technischen Universität München (TUM).
2000 promovierte sie im Bereich Mikrobiologie zum Doktor der Naturwissenschaften (Dr. rer. nat.) mit dem Thema Physiological and protein-biochemical analysis of UV-A and UV-B tolerance of the terrestrial cyanobacterium Nostoc commune. Von 1999 bis 2001 studierte sie Philosophie an der Hochschule für Philosophie München. Als wissenschaftliche Mitarbeiterin arbeitete sie ab Januar 2001 am Institut Technik-Theologie-Naturwissenschaften (Institut TTN) der LMU, als Post-Doktorandin war sie auch bis 2003 am Lehrstuhl für Mikrobiologie des Forschungszentrums für Milch und Lebensmittel (FML) der TUM in Weihenstephan tätig. Im Anschluss leitete sie bis 2008 die Forschungsgruppe „Pathogenese des Bacillus cereus“ am Lehrstuhl für Mikrobielle Ökologie und der Abteilung Mikrobiologie des Zentralinstituts für Ernährungs- und Lebensmittelforschung (ZIEL) der TUM. Während dieser Zeit erfolgte am 12. Dezember 2007 die Habilitation im Fachbereich Mikrobiologie an der TUM.
Im November 2008 kam sie als Gastprofessorin für Funktionelle Lebensmittelmikrobiologie an die Veterinärmedizinische Universität Wien, um neue Schwerpunkte an der Schnittstelle Tiergesundheit – Lebensmittelsicherheit zu etablieren. Drei Jahre später übernahm sie die Leitung des Instituts für Funktionelle Mikrobiologie und im Sommer 2013 die Leitung des Instituts für Mikrobiologie (vormals Institut für Bakteriologie, Mykologie und Hygiene) der Hochschule. Für ihre Arbeiten zu Bacillus cereus wurde sie 2016 mit dem Otto von Guericke Preis der AiF e.V. ausgezeichnet.

## Mitgliedschaften
Ehling-Schulz ist gewähltes Mitglied der Europäischen Akademie für Mikrobiologie sowie Präsidentin der Österreichische Gesellschaft für Hygiene, Mikrobiologie und Präventivmedizin. Des Weiteren ist sie Mitglied der Wissenschaftlichen Arbeitsgruppe der Europäischen Technologie Plattform (ETP) „Food for Life“ sowie Delegierte Österreichs für die Expertengruppe CEN TC 463: Microbiology of the Food Chain.